# Registrované partnerství v Maďarsku
Maďarsko umožnilo homosexuálním párům uzavírat registrované partnerství (maďarsky: bejegyzett élettársi kapcsolat) od 1. července 2009. Tento právní institut garantuje všem párům do něj vstupujících skoro stejná práva a povinnosti vyplývající z manželství. Na neregistrované soužití (élettársi kapcsolat) párů stejného pohlaví stát oficiálně nahlíží stejně jako na soužití muže a ženy "druha a družky" od r. 1996. Nicméně manželství mezi osobami stejného pohlaví je koncem r. 2011 zakázáno novou Ústavou Maďarska.

## Historie zákona

### Neregistrované soužití
Zákon upravující soužití osob žijících ve společné domácnosti je aplikován stejně na druhy stejného i opačného pohlaví. Neoficiální registrace je požadována. Zákon poskytuje dvěma osobám pečujících o společnou domácnost určité benefity, mezi něž patří návštěvy v nemocnicích a přístup k informacím o zdravotním stavu druha/družky, právo rozhodování o pohřebních záležitostech zesnulého druha/družky, nárok na pozůstalostní důchod, právo vstupu do země atd. Určitá část těchto benefitů požaduje oficiální potvrzení od sociálního odboru místní vlády, před nímž musí spolužijící osoby prokázat, že spolu skutečně žijí.

### Registrované partnerství
První návrh zákona o registrovaném partnerství pro dvě osoby stejného i opačného pohlaví zpracovala druhá Gyurcsányho vláda sestavená z členů Maďarské socialistické strany a Svazu svobodných demokratů. Parlament zákon schválil 17. prosince 2007. Účelem zákona bylo poskytnout osobám žijícím v registrovaném partnerství stejná práva a povinnosti jako mají manželé mimo adopčních práv a práva používat společné příjmení.
Zákon o registrovaném partnerství měl vstoupit v účinnost k 1. lednu 2009, ale Ústavní soud jej shledal neústavním z důvodu nepřiměřeného přejímání zákonných ustanovení z instituce manželství pro osoby různého pohlaví. Z rozhodnutí soudu by takový zákon byl kompatibilní s ústavním pořádkem země pouze za podmínky, že by se vztahoval pouze na stejnopohlavní páry, dokonce se zmínil i o jakési zákonné povinnosti přijmout takovou právní úpravu. Premiér Ferenc Gyurcsány proto vydal nařízení ministru spravedlnosti návrh přepracovat tak, aby ladil se soudním rozhodnutím.
23. prosince 2008 vláda oznámila, že hodlá zpracovat nový návrh zákona o registrovaném partnerství souladný s rozsudkem Ústavního soudu. Nová legislativa měla garantovat párům stejného pohlaví veškerá práva a povinnosti plynoucí z předchozí verze a měla být předložená parlamentu na začátku února 2009.
12. února 2009 vláda schválila nový návrh zákona o registrovaném partnerství garantující párům stejného pohlaví obdobná práva a povinnosti plynoucí manželům s výjimkou adopce a užívání společného příjmení.
Návrh schválil parlament 20. dubna 2009. 199 poslanců za Maďarskou socialistickou stranu a Svaz svobodných demokratů hlasovalo pro přijetí, 159 za Fidesz a Křesťanskodemokratickou lidovou stranu hlasovalo proti přijetí, 8 bez politické příslušností se zdrželo a 20 poslanců se hlasování neúčastnilo. Zákon o registrovaném partnerství nabyl účinnost k 1. červenci 2009, je přístupný pouze pro páry stejného pohlaví a platí v něm obdobná ustanovení jako v manželství mimo adopčních práv, společného příjmení a přístupu k asistované reprodukci.
23. března 2010 jej Ústavní soud shledal ústavním.

#### Hlasování o návrhu zákona o registrovaném partnerství z r. 2009
| PRO | PROTI | ZDRŽELO SE |                                                    |
| --- | ----- | ---------- | -------------------------------------------------- |
| 183 | 0     | 0          | MSZP (Maďarská socialistická strana)               |
| 16  | 0     | 0          | SZDSZ (Svaz svobodných demokratů)                  |
| 0   | 131   | 0          | Fidesz (Fidesz – Maďarská občanská unie)           |
| 0   | 22    | 0          | KDNP (Křesťanskodemokratická lidová strana)        |
| 0   | 6     | 8          | Bez politické příslušnosti                         |
| 199 | 159   | 8          | CELKEM (386 poslanců, 20 se hlasování neúčastnilo) |

### Stejnopohlavní manželství
Na podzim 2007 předložil liberální Svaz svobodných demokratů jako část vládnoucí koalice od parlamentních voleb z r. 2002 Komisi pro lidská práva návrh zákona, který by redefinoval manželství na trvalý svazek dvou osob starších 18 let. Komise pro lidská práva tento návrh bez debat zamítla k 6. listopadu 2007. Odpůrci zákona ještě několik měsíců předtím dala podnět k Ústavnímu soudu ohledně deklarace manželství jako svazku muže a ženy.
1. ledna 2012 vstoupila v účinnost nová Ústava Maďarska přijatá vládou Viktora Orbána, předsedy vládnoucí strany Fidesz vymezující manželství jako svazek dvou osob rozdílného pohlaví a bez garance ochrany před diskriminací na základě sexuální orientace.
29. června 2015 vydal poslanec Gábor Fodor za Maďarskou liberální stranu návrh novely Ústavy definující manželství jako svazek dvou osob a zákona činícího s tím související změny v souvisejících právních předpisech.

## Veřejné mínění
Pro zjištění postoje maďarské veřejnosti k těmto záležitostem bylo provedeno několik výzkumů. Eurobarometrické šetření zveřejněné v prosinci 2006 shledalo, že pouze 18 % veřejnosti si myslí, že by stejnopohlavní manželství mělo být legální v celé Evropě.
Výzkum Medián z července 2007 ukazuje 30 % podporu manželství pro osoby stejného pohlaví.
Jiný výzkum od MASMI zveřejněný v prosinci 2007 ukázal, že 35 % souhlasí s manželstvím osob stejného pohlaví.
Statistika od Szonda Ipsos v září 2009 shledala, že většina veřejnosti 58 % podporuje nově schválený zákon o registrovaném partnerství pro osoby stejného pohlaví.
V květnu 2013 Ipsos shledal, že 30 % respondentů je pro stejnopohlavní manželství, zatímco dalších 21 % je pro jinou formu stejnopohlavního soužití.
Eurobarometr z r. 2015 shledal, že 39 % Maďarů je názorově nakloněno legalizaci stejnopohlavního manželství napříč Evropou, zatímco 53 % je proti.